# Armatolona macrocopa
Armatolona macrocopa är en kräftdjursart som beskrevs av Sars 1895. Armatolona macrocopa ingår i släktet Armatolona och familjen Chydoridae. Inga underarter finns listade i Catalogue of Life.